# Єлконис
Єлкони́с (каз. Елқоныс) — село у складі Мактааральського району Туркестанської області Казахстану. Входить до складу Мактааральського сільського округу.
До 2001 року село називалось Аль-Фарабі.
Населення — 444 особи (2021; 754 у 2009, 554 у 1999, 468 у 1989).